# Samoa National Rugby Sevens Team
Das Samoa National Rugby Sevens Team (Samoa Sevens, Manu Samoa 7s) ist eine Mannschaft des Siebener-Rugby, die in der World Rugby Sevens Series antritt. Das Samoa Sevens Team wird gebildet von der Rugby Samoa.
Samoa gewann die 2009–10 IRB Sevens World Series durch Siege in vier Wettbewerben – den Hong Kong Sevens, den USA Sevens, den Adelaide Sevens und den Edinburgh Sevens. Samoa hat an allen Rugby-World-Cup-Sevens-Finalspielen seit dem Beginn des Wettbewerbs 1993 teilgenommen; weitere Erfolge waren der dritte Platz jeweils 1997 und 2007.
Samoa hat vier Oceania-Sevens-Titel seit dem ersten Wettbewerb 2008 gewonnen und alle vier Goldmedaillen bei den Pacific Games Sevens und Pacific Mini Games Sevens zwischen 2007 und 2013. In jedem Finale war Fidschi der Gegner.

## Geschichte
Die erste Siebener-Mannschaft wurde im November 1978 ausgewählt um auf Einladung der Hong Kong Sevens unter der Führung des damaligen SRU Representative Captain, Tuatagaloa Keli Tuatagaloa, anzutreten. Zum Team gehörten Rev-Dr Faitala Talapusi als Captain, Lemalu Roy Slade (Brisbane) als Vice-Captain, Rev. Paul Gray (Melbourne), Peter Schmidt, Feausiga Sililoto, Andy Leavasa (USA), Salafuti Patu und weitere. Samoa gewann die 1993 Hong Kong Sevens.

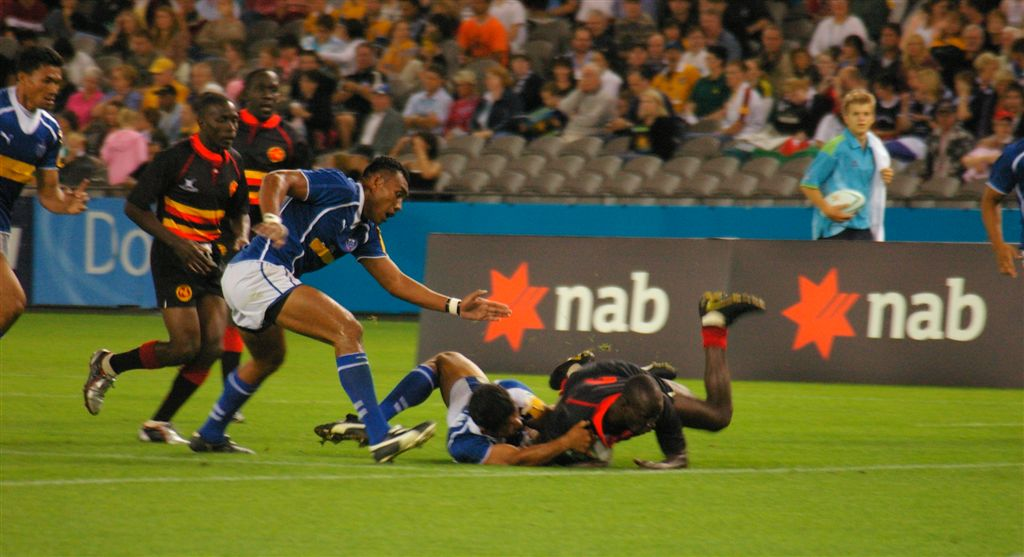
Uganda gegen Samoa, 20. März 2006.

## Wettkampfgeschichte

### Olympische Sommerspiele
| Olympische Spiele | Olympische Spiele  | Olympische Spiele  | Olympische Spiele  | Olympische Spiele  | Olympische Spiele  | Olympische Spiele  | Olympische Spiele                                                              |
| Jahr              | Runde              | Position           | Spiele             | Gewinn             | Niederlage         | Draw               | Qualifikation                                                                  |
| ----------------- | ------------------ | ------------------ | ------------------ | ------------------ | ------------------ | ------------------ | ------------------------------------------------------------------------------ |
| Brasilien 2016    | Nicht Qualifiziert | Nicht Qualifiziert | Nicht Qualifiziert | Nicht Qualifiziert | Nicht Qualifiziert | Nicht Qualifiziert | verlor 12–19 gegen Spanien im finalen inter-continental qualifying tournament. |
| Gesamt            | 0 Titles           | 0/1                | -                  | -                  | -                  | -                  | -                                                                              |

In den Qualifikationsrunden für die Olympischen Spiele 2016 belegte Samoa bei der Oceania Sevens Championship 2015 den dritten Platz, wodurch es sich als Vertreter Ozeaniens nicht direkt für die Olympischen Spiele qualifizierte. Stattdessen nahmen die Mannschaft am Qualifikationsturnier für die interkontinentale Endrunde 2016 teil, wo sie im Finale gegen Spanien mit 12:19 verlor und sich nicht für die Olympischen Spiele 2016 qualifizieren konnten.

### Siebener Rugby-Weltmeisterschaft
1993 Rugby World Cup Sevens – Murrayfield, Schottland
West-Samoa befand sich in Pool D mit England, Kanada, Spanien, Namibia und Hongkong. Nach dem ersten Poolspiel blieb Westsamoa zusammen mit Südafrika und Neuseeland ungeschlagen.
Im Viertelfinale befand sich Westsamoa neben Tonga, Fidschi und Irland in Pool E. West-Samoa gewann nur gegen Tonga mit 42:7.
Mannschaft
Trainer: Taufusi Salesa
Manager: Marina Schaffhausen
- Andrew Aiolupo (Moataʻa)
- Alama Ieremia (Wellington)
- Danny Kaleopa (Moataʻa)
- Lolani Koko (Moataʻa)
- Brian Lima (Marist St Joseph)
- Veli Patu (Vaiala)
- Ofisa Tonu'u (Wellington)
- Toʻo Vaega (Vaiala)
- Sila Vaifale (Marist St Joseph)
- Alefaio Vaisuai (Moataʻa)

Beim World Cup wurde der samoanische Spieler Gordon Langkilde im Mannschaftshotel verhaftet und wegen eines tätlichen Angriffs angeklagt, nachdem er walisische Spieler nach deren Match angegriffen hatte. Der walisische Spieler Tom Williams, der für den Sieg verantwortlich war erlitt dabei Verletzungen am Schädel. Langkilde plädierte auf schuldig, zahlte eine Geldbuße und wurde für ein Jahr gesperrt.
| Rugby World Cup Sevens            | Rugby World Cup Sevens  | Rugby World Cup Sevens | Rugby World Cup Sevens | Rugby World Cup Sevens | Rugby World Cup Sevens | Rugby World Cup Sevens | Rugby World Cup Sevens | Rugby World Cup Sevens |
| Jahr                              | Runde                   | Position               | Spiele                 | Gewinn                 | Niederlage             | Drew                   | Meiste Tries           | Meiste Punkte          |
| --------------------------------- | ----------------------- | ---------------------- | ---------------------- | ---------------------- | ---------------------- | ---------------------- | ---------------------- | ---------------------- |
| Schottland 1993                   | Viertelfinale           | 5.                     | 8                      | 6                      | 2                      | 0                      |                        |                        |
| Hongkong 1997                     | Halbfinale              | 3.                     | 6                      | 5                      | 1                      | 0                      |                        |                        |
| Argentinien 2001                  | Viertelfinale           | 5.                     | 6                      | 4                      | 2                      | 0                      |                        |                        |
| Hongkong 2005                     | Finalrunde              | 9.                     | 8                      | 7                      | 1                      | 0                      |                        |                        |
| Vereinigte Arabische Emirate 2009 | Halbfinale              | 3.                     | 5                      | 4                      | 1                      | 0                      |                        |                        |
| Russland 2013                     | Finalrunde              | 10.                    | 6                      | 4                      | 2                      | 0                      |                        |                        |
| Vereinigte Staaten 2018           | Challenge quarterfinals | 13.                    | 5                      | 3                      | 2                      | 0                      | Joe Perez (4)          | Alatasi Tupou (24)     |
| Gesamt                            | 2 Bronzemedaillen       | 2 Bronzemedaillen      | 39                     | 30                     | 9                      | 0                      | Brian Lima (17)        | Brian Lima (101)       |

### Commonwealth Games
| Commonwealth Games | Commonwealth Games | Commonwealth Games | Commonwealth Games | Commonwealth Games | Commonwealth Games | Commonwealth Games |
| Jahr               | Runde              | Position           | Spiele             | Gewinn             | Niederlage         | Drawn              |
| ------------------ | ------------------ | ------------------ | ------------------ | ------------------ | ------------------ | ------------------ |
| Malaysia 1998      | Halbfinale         | 4.                 | 7                  | 4                  | 2                  | 1                  |
| England 2002       | Halbfinale         | 4.                 | 6                  | 2                  | 4                  | 0                  |
| Australien 2006    | Finalrunde         | 7.                 | 5                  | 2                  | 3                  | 0                  |
| Indien 2010        | Plate Winners      | 5.                 | 6                  | 4                  | 2                  | 0                  |
| Schottland 2014    | Halbfinale         | 4.                 | 6                  | 4                  | 2                  | 0                  |
| Australien 2018    | Gruppenphase       | 9.-T               | 3                  | 1                  | 2                  | 0                  |
| Gesamt             | Drei x 4. Platz    | Drei x 4. Platz    | 30                 | 16                 | 13                 | 1                  |

## World Rugby Sevens Series
Da Samoa lange Zeit eine starke Mannschaft war, ging es als Anwärter auf die Sevens World Series 2006/07 hervor, belegte den dritten Gesamtrang und gewann zwei Events – die Wellington Sevens und die Hong Kong Sevens. Das Team erreichte viermal in Folge das Finale und spielte gegen den Serienfavoriten Fidschi.

### 2009–10 IRB Sevens World Series
Samoa gewann die Serie 2009–10 zum großen Teil dank Mikaele Pesamino, dem World Rugby Sevens Player of the Year 2010, der mit 56 erzielten Versuchen alle Spieler anführte. Samoa profitierte auch von den Bemühungen des Innenverteidigers (half-back) Lolo Lui, einem weiteren Kandidaten für die Wahl zum Sevens-Spieler des Jahres 2010, der 264 Punkte erzielte. Samoas dritter Star in dieser Saison war Stürmer Alafoti Faosiliva, der 29 Versuche erzielte und ebenfalls zum Sevens-Spieler des Jahres nominiert wurde.
Der Ablauf der 2009–10 IRB Sevens World Series:
| 2009–10 Itinerary | 2009–10 Itinerary              | 2009–10 Itinerary     | 2009–10 Itinerary |
| Abschnitt         | Veranstaltungsort              | Datum                 | Sieger            |
| ----------------- | ------------------------------ | --------------------- | ----------------- |
| Dubai             | The Sevens Stadium             | 4.–5. Dezember 2009   | Neuseeland        |
| Südafrika         | Outeniqua Park, George         | 11.–12. Dezember 2009 | Neuseeland        |
| Neuseeland        | Westpac Stadium, Wellington    | 5.–6. Februar 2010    | Fidschi           |
| USA               | Sam Boyd Stadium, Las Vegas    | 13.–14. Februar 2010  | Samoa             |
| Australien        | Adelaide Oval, Adelaide        | 19.–21. März 2010     | Samoa             |
| Hong Kong         | Hong Kong Stadium              | 26.–28. März 2010     | Samoa             |
| London            | Twickenham Stadium             | 22.–23. Mai 2010      | Australien        |
| Edinburgh         | Murrayfield Stadium, Edinburgh | 29.–30. Mai 2010      | Samoa             |

Gesamtwertung
| 2009–10 Standings | 2009–10 Standings  | 2009–10 Standings | 2009–10 Standings  | 2009–10 Standings       | 2009–10 Standings | 2009–10 Standings     | 2009–10 Standings | 2009–10 Standings | 2009–10 Standings      | 2009–10 Standings |
| Pos.              | Country            | Dubai             | Südafrika (George) | Neuseeland (Wellington) | USA (Las Vegas)   | Australien (Adelaide) | Hongkong          | England (London)  | Schottland (Edinburgh) | Gesamt            |
| ----------------- | ------------------ | ----------------- | ------------------ | ----------------------- | ----------------- | --------------------- | ----------------- | ----------------- | ---------------------- | ----------------- |
| 1                 | Samoa              | 20                | 6                  | 20                      | 24                | 24                    | 30                | 16                | 24                     | 164               |
| 2                 | Neuseeland         | 24                | 24                 | 16                      | 20                | 12                    | 25                | 12                | 16                     | 149               |
| 3                 | Australien         | 12                | 6                  | 12                      | 16                | 16                    | 16                | 24                | 20                     | 122               |
| 4                 | Fidschi            | 16                | 20                 | 24                      | 8                 | 6                     | 20                | 8                 | 6                      | 108               |
| 5                 | England            | 16                | 12                 | 16                      | 6                 | 4                     | 20                | 6                 | 16                     | 96                |
| 6                 | Südafrika          | 8                 | 8                  | 8                       | 12                | 8                     | 10                | 20                | 6                      | 80                |
| 7                 | Argentinien        | 6                 | 16                 | 0                       | 0                 | 16                    | 0                 | 16                | 8                      | 62                |
| 8                 | Kenia              | 6                 | 16                 | 6                       | 16                | 0                     | 8                 | 0                 | 0                      | 52                |
| 9                 | Wales              | 4                 | 4                  | 4                       | 6                 | 6                     | 0                 | 6                 | 4                      | 34                |
| 10                | Vereinigte Staaten | 0                 | 0                  | 0                       | 4                 | 20                    | 8                 | 0                 | 0                      | 32                |
| 11                | Kanada             | DNP               | DNP                | 6                       | 0                 | DNP                   | 5                 | 4                 | 0                      | 15                |
| 12                | Schottland         | 0                 | 0                  | 0                       | 0                 | 0                     | 0                 | 0                 | 12                     | 12                |

### Pokalsiege im Sevens-Series-Turnier
| Spiel                  | Veranstaltungsort   | Sieger     | Spielstand | Zweitplatzierter |
| ---------------------- | ------------------- | ---------- | ---------- | ---------------- |
| 2016 Paris Sevens      | Stade Jean Bouin    | Samoa      | 29–26      | Fidschi          |
| 2012 Dubai Sevens      | The Sevens Stadium  | Samoa      | 26–15      | Neuseeland       |
| 2012 USA Sevens        | Sam Boyd Stadium    | Samoa      | 26–19      | Neuseeland       |
| 2010 Edinburgh Sevens  | Murrayfield Stadium | Samoa      | 41–14      | Australien       |
| 2010 Hong Kong Sevens  | Hong Kong Stadium   | Samoa      | 24–21      | Neuseeland       |
| 2010 Adelaide Sevens   | Adelaide Oval       | Samoa      | 38–10      | USA              |
| 2010 USA Sevens        | Sam Boyd Stadium    | Samoa      | 33–12      | Neuseeland       |
| 2008 London Sevens     | Westpac Stadium     | Samoa      | 19–14      | Fidschi          |
| 2007 Hong Kong Sevens  | Hong Kong Stadium   | Samoa      | 27–22      | Fidschi          |
| 2007 Wellington Sevens | Westpac Stadium     | Samoa      | 14–7       | Fidschi          |
| 1993 Hong Kong Sevens  | Hong Kong Stadium   | West-Samoa | 14–12      | Fidschi          |

Im Juli 1997 verabschiedete de Regierung von Samoa die Namensänderung von Western Samoa zu Samoa.

## Mannschaft

### Aktuelle Mannschaft
- Vaafauese Apelu Maliko (* 10. November 1998, Tepatasi)
- Melani Matavao (* 19. November 1995, Marist St Joseph)
- Vaovasa Afa Suʻa (* 11. Oktober 1991, Tamauli)
- Paul Eti Slater (* 12. September 1993, Laulii)
- Neueli Leitufia (* 24. Oktober 2001, Laulii)
- Elijah Niko (* 11. September 1990, Stade Aurillac)
- Motu Opetai (* 20. Juni 2001, Siumu)
- Owen Niue (* 6. April 2000, Tamauli)
- Paul Scanlan (* 9. August 1996, Moataa)
- Steve Onosai (* 19. September 2001, Vaiala)
- Uaina Sione (* 3. Januar 1996, Tamauli)
- Levi Milford (* 18. September 2001, Waverley College)
- Taunuu Niulevaea (* 21. Januar 2000, Vaiala)
- Paul Stanley (* 20. Oktober 2003, Vaimoso)

Trainer: Muliagatele Brian Lima, Assistent: Tausa Faamoe Faamaoni Lalomila

### Frühere Spieler
Zwei der besten Spieler in der Geschichte der Series, Uale Mai und Mikaele Pesamino, waren Samoaner. Pesamino wurde 2010 zum IRB International Sevens Player of the Year ernannt. Uale Mai hatte diesen Titel 2006 gewonnen. Captain Lolo Lui und sein Teamkollege Alafoti Faʻosiliva wurden ebenfalls nominiert.

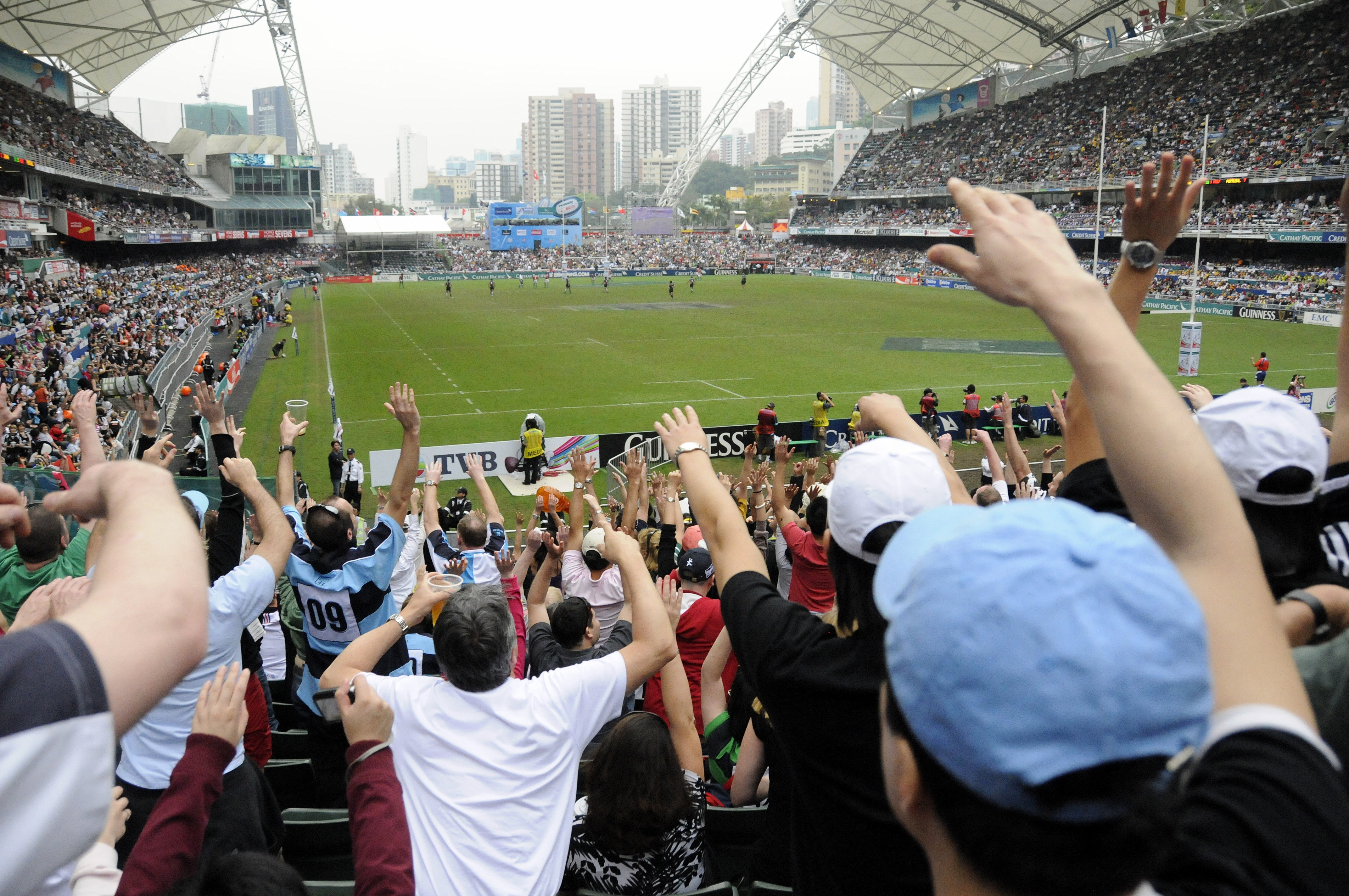
Zuschauermassen bei den Hong Kong Sevens 2009.

| - Anitelea Aiolupo - Lome Faʻatau - Faʻatonu Fili - Malaki Iupeli - Danny Kaleopa - Lolani Koko | - Junior Paramore - Afato Soʻoalo - Steven Soʻoialo - Filipo Toala - Sila Vaifale - Alefaio Vaisuai |

### Spielerrekorde
| Rang | Spieler           | Tries |
| ---- | ----------------- | ----- |
| 1    | Mikaele Pesamino  | 161   |
| 2    | Uale Mai          | 142   |
| 3    | Alafoti Faosiliva | 127   |

Mikaele Pesamino ist Samoas bester Try Scorer in der World Rugby Sevens Series. Er erzielte sowohl in der Saison 2006–07 (43 Versuche) als auch in der Saison 2009–10 (56 Versuche) die höchste Gesamtpunktzahl bei Versuchen.

## Trainer
Der aktuelle Trainer ist Brian Lima, ehemaliger Spieler der samoanischen Rugby-Siebener-Nationalmannschaft.
Zu den früheren Trainern gehören:
- Lilomaiava Taufusi Salesa trainierte das Siegerteam der Hong Kong Sevens von 1993.
- Fuimaono Titimaea „Dicky“ Tafua trainierte die Mannschaft auf dem IRB Sevens Circuit 2005–2006, wo sie sich für zwei Endspiele qualifizierte (die London Sevens, wo sie gegen Südafrika verloren, und die Paris Sevens, wo sie gegen Fidschi verloren). Fuimaono trat 2007 von seinem Traineramt zurück, um sein neues Amt als Sekretär von Samoas Staatsoberhaupt Tupua Tamasese Tufuga Efi anzunehmen.
- Damian McGrath gewann einen Pokal in Paris und wurde von der SRU gefeuert.
- Galumalemana Rudolph Moors übernahm das Traineramt, wurde aber nach einer enttäuschenden Mannschaftsleistung in der Serie 2008/09 für die letzten beiden Spiele der Serie vorübergehend durch Lilomaiava Taufusi Salesa ersetzt.
- Stephen Betham wurde 2009 zum Nachfolger von Moors ernannt.
- Gordon Tietjens, früherer Trainer des New Zealand National Rugby Sevens Team.

## Weitere Statistiken
| Jahr                   | Gastgeber                 | Cup Final  | Cup Final  | Cup Final | Plate Final | Plate Final | Plate Final |
| Jahr                   | Gastgeber                 | Sieger     | Spielstand | Runner-up | Sieger      | Spielstand  | Runner-up   |
| ---------------------- | ------------------------- | ---------- | ---------- | --------- | ----------- | ----------- | ----------- |
| 2009 2009 Dubai Sevens | Dubai Exiles Rugby Ground | Neuseeland | 24-12      | Samoa     | Australien  | 7-0         | Südafrika   |
| 2008 2008 Dubai Sevens | Dubai Exiles Rugby Ground | Südafrika  | 19-12      | England   | Samoa       | 12-7        | Kenia       |
| 2004 2004 Dubai Sevens | Dubai Exiles Rugby Ground | England    | 26 - 21    | Fidschi   | Samoa       | 21 - 19     | Argentinien |

| Jahr                        | Veranstaltung   | Cup        | Cup        | Cup       | Plate      | Plate      | Plate     |
| Jahr                        | Veranstaltung   | Sieger     | Spielstand | Runner-up | Sieger     | Spielstand | Runner-up |
| --------------------------- | --------------- | ---------- | ---------- | --------- | ---------- | ---------- | --------- |
| 2010 2010 Wellington Sevens | Westpac Stadium | Fidschi    | 19-14      | Samoa     | Australien | 26-22      | Südafrika |
| 2008 2008 Wellington Sevens | Westpac Stadium | Neuseeland | 22-7       | Samoa     | Südafrika  | 19-12      | Wales     |

| Jahr                 | Veranstaltung          | Cup     | Cup        | Cup       | Plate     | Plate      | Plate      |
| Jahr                 | Veranstaltung          | Sieger  | Spielstand | Runner-up | Sieger    | Spielstand | Runner-up  |
| -------------------- | ---------------------- | ------- | ---------- | --------- | --------- | ---------- | ---------- |
| 2007 2007 USA Sevens | San Diego, Kalifornien | Fidschi | 38 - 24    | Samoa     | Südafrika | 28 - 19    | Schottland |

| Jahr                          | Veranstaltung  | Cup     | Cup        | Cup         | Plate  | Plate      | Plate      |
| Jahr                          | Veranstaltung  | Sieger  | Spielstand | Runner-up   | Sieger | Spielstand | Runner-up  |
| ----------------------------- | -------------- | ------- | ---------- | ----------- | ------ | ---------- | ---------- |
| 2005 2005 South Africa Sevens | Outeniqua Park | Fidschi | 21 - 19    | Argentinien | Samoa  | 17 - 5     | Neuseeland |

| Jahr                       | Veranstaltung | Cup     | Cup        | Cup       | Plate      | Plate      | Plate     |
| Jahr                       | Veranstaltung | Sieger  | Spielstand | Runner-up | Sieger     | Spielstand | Runner-up |
| -------------------------- | ------------- | ------- | ---------- | --------- | ---------- | ---------- | --------- |
| 2007 2007 Australia Sevens | Adelaide Oval | Fidschi | 21-7       | Samoa     | Australien | 31-0       | Südafrika |

| Jahr                       | Veranstaltung       | Cup        | Cup        | Cup       | Plate   | Plate      | Plate     |
| Jahr                       | Veranstaltung       | Sieger     | Spielstand | Runner-up | Sieger  | Spielstand | Runner-up |
| -------------------------- | ------------------- | ---------- | ---------- | --------- | ------- | ---------- | --------- |
| 2007 2007 Edinburgh Sevens | Murrayfield Stadium | Neuseeland | 34-5       | Samoa     | Fidschi | 31-7       | Kenia     |

| Jahr                   | Veranstaltung    | Cup       | Cup        | Cup       | Plate   | Plate      | Plate       |
| Jahr                   | Veranstaltung    | Sieger    | Spielstand | Runner-up | Sieger  | Spielstand | Runner-up   |
| ---------------------- | ---------------- | --------- | ---------- | --------- | ------- | ---------- | ----------- |
| 2006 2006 Paris Sevens | Stade Jean-Bouin | Südafrika | 33-12      | Samoa     | Fidschi | 31-12      | Argentinien |

| Jahr                       | Veranstaltung             | Cup     | Cup        | Cup       | Plate  | Plate      | Plate      |
| Jahr                       | Veranstaltung             | Sieger  | Spielstand | Runner-up | Sieger | Spielstand | Runner-up  |
| -------------------------- | ------------------------- | ------- | ---------- | --------- | ------ | ---------- | ---------- |
| 2006 2006 Singapore Sevens | National Stadion Singapur | Fidschi | 40-21      | England   | Samoa  | 26-5       | Frankreich |

| Jahr                    | Veranstaltung      | Cup     | Cup        | Cup       | Plate     | Plate      | Plate     |
| Jahr                    | Veranstaltung      | Sieger  | Spielstand | Runner-up | Sieger    | Spielstand | Runner-up |
| ----------------------- | ------------------ | ------- | ---------- | --------- | --------- | ---------- | --------- |
| 2006 2006 London Sevens | Twickenham Stadium | Fidschi | 54-14      | Samoa     | Südafrika | 42-7       | Kenia     |

| Jahr                       | Veranstaltung     | Cup     | Cup        | Cup        | Plate    | Plate      | Plate           |
| Jahr                       | Veranstaltung     | Sieger  | Spielstand | Runner-up  | Sieger   | Spielstand | Runner-up       |
| -------------------------- | ----------------- | ------- | ---------- | ---------- | -------- | ---------- | --------------- |
| 1998 1998 Hong Kong Sevens | Hong Kong Stadium | Fidschi | 28-19      | West-Samoa | Südkorea | 40–14      | Papua-Neuguinea |

| Jahr                       | Veranstaltung                   | Cup        | Cup        | Cup        | Plate           | Plate      | Plate     |
| Jahr                       | Veranstaltung                   | Sieger     | Spielstand | Runner-up  | Sieger          | Spielstand | Runner-up |
| -------------------------- | ------------------------------- | ---------- | ---------- | ---------- | --------------- | ---------- | --------- |
| 1979 1979 Hong Kong Sevens | Hong Kong Football Club Stadium | Australien | 39-3       | West-Samoa | Papua-Neuguinea | 13-10      | Hawaii    |